# عين البيضاء حريش
عين البيضاء أحريش، بلدية تابعة لدائرة عين البيضاء أحريش بولاية ميلة الجزائرية.

## الموقع الجغرافي
تقع في الجهة الغربية للولاية بالقرب من بلدية فرجيوة. كانت عبارة عن قرية من قرى بلدية فرجيوة قبل ان ترقى سنة 1984 إلى بلدبة ثم دائرة سنة 1991.
تضم بلدية عين البيضاء احريش عدة مشاتي أهمها السداري،الربع،السواقي، اعزيزة

## المنشآت القاعدية
تتوفر البلدية على بعض المؤسسات الحكومية والمنشآت القاعدية مثل مركزالبريد والمؤسسة العمومية للصحة الجوارية التي تشرف من خلالها على ست 6 بلديات أخرى هي كل من عين البيضاء احريش والعياضي برباس وبوحاتم ودراحي بوصلاح وتسدان حدادة ومينار زارزة. وخزينة ما بين البلديات ومفتشية الضرائب وقباضة الضرائب، إضافة إلى ثانوية وحيدة باسم ثانوية كتامة وثلاث متوسطات في كل من عين البيضاء مركز والسداري. إضافة إلى مكتب الفلاحة والغابات ودار الشباب وملعب بلدي.